# Kanderat äpple

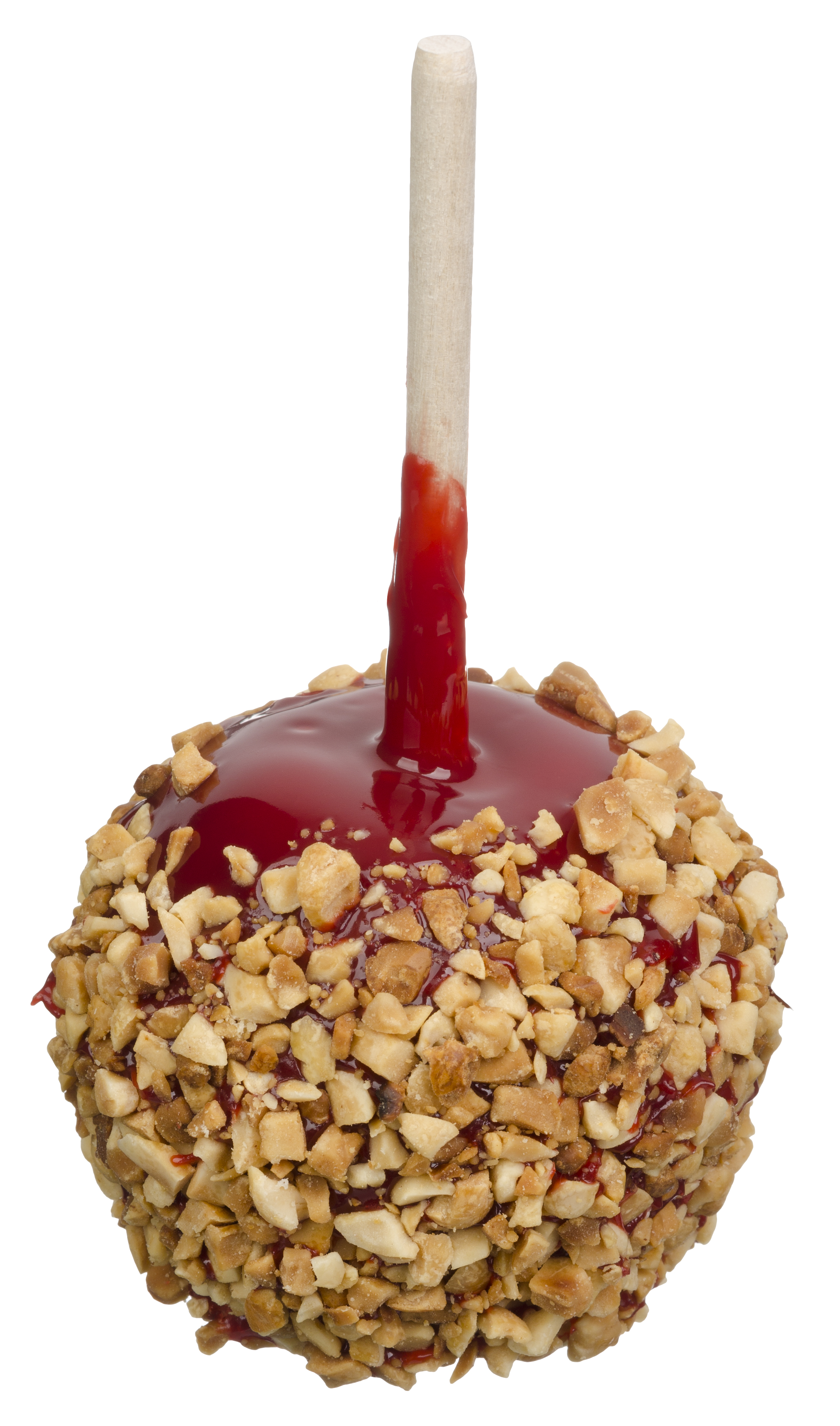
Kanderat äpple med hackade jordnötter.

Kanderat äpple består av ett helt äpple täckt av sockerlag, med en pinne insatt som handtag. De kan dessutom vara rullade exempelvis i hackade nötter, kokosflingor eller flagad mandel. Kanderade äpplen är vanligt som julgodis, på höstmarknader, Halloween och Guy Fawkes Night, då dessa infaller i samband med de årliga äppelskördarna.